# Марк Аней Лукан
Марк Аней Лукан (на латински: Marcus Annaeus Lucanus), известен и само с последното си име Лукан е римски поет. Най-значителният епически поет след Вергилий.

## Биография
Родом е от Испания, племенник на философа Сенека. Получава образование в Рим, при философа Корнут. Временно се ползва от благоразположението на Нерон, което преминава в ненавист, когато императора забелязва неговия значителен поетически талант. По-късно е осъден на смърт, като участник в заговора на Пизон. Лукан прерязва вените си.

## Творчество
Неговите поеми: „Hectoris Lytra“, „Orpheus“ (известна още в Средните векове), „Iliacon“, „Catacausmon“, „Catalogus Heroidum“, „Saturnalia“, трагедията „Medea“ и други многочислени произведения са загубени безследно. От неговото творчество са оцелели неголеми епиграми, незавършената поема „Фарсалия“ („Bellum civile sive Pharsalia“) в 10 книги.